# Iglesia de Colo
La Iglesia de Colo es un templo católico situado en la localidad de Colo, en la comuna chilota de Quemchi en la región de Los Lagos, en el sur de Chile.
Forma parte del grupo de 16 iglesias de madera de Chiloé calificadas como Monumento Nacional de Chile y reconocidas como Patrimonio de la Humanidad por la Unesco.

## Historia
El periodo fundacional de la Iglesia de San Antonio de Colo se remonta a fines del siglo XVIII, como lo demuestra su inclusión en un plano elaborado en 1785. Sin embargo, la construcción que se conserva en la actualidad data de fines del siglo XIX, lo que sugiere que originalmente habría funcionado como una capilla vinculada a las misiones franciscanas presentes en la región. En este contexto, también se reconoce la influencia previa de la orden jesuita, activa en Chiloé entre 1608 y 1767, cuando desarrolló un sistema de misión itinerante destinado a comunidades indígenas dispersas mediante la creación de una red de espacios sagrados.
Actualmente, el templo permanece consagrado a San Antonio de Padua y continúa desempeñando un papel central en la vida religiosa y social de la comunidad. A lo largo del tiempo, se ha consolidad como un espacio de encuentro colectivo, siendo especialmente recordada la residencia del sacerdote Mariano Puga durante la década de 1970, cuya labor pastoral dejó una huella significativa en la memoria local.
Debido a los efectos del clima y al deterioro natural de sus materiales, la iglesia ha sido objeto de diversas intervenciones. Entre ellas, destaca la restauración integral realizada entre 2003 y 2004, que incluyó el reforzamiento estructural y la recuperación de elementos originales mediante técnicas tradicionales. Esta obra fue posible gracias a la colaboración entre la comunidad local, la Fundación Amigos de las Iglesias de Chiloé, el Estado y organismos internacionales. Durante el proceso de restauración, las celebraciones litúrgicas se llevaron a cabo en espacios alternativos, como escuelas o viviendas habilitadas para tal fin.

## Arquitectura
Dentro del conjunto de iglesias patrimoniales del archipiélago de Chiloé, la Iglesia de Colo representa un ejemplo distintivo de arquitectura religiosa en madera. A pesar de su tamaño reducido y su apariencia rústica, refleja una complejidad técnica y simbólica propia de las construcciones tradicionales de la zona.
En cuanto a las intervenciones arquitectónicas, pueden identificarse dos tendencias principales: por un lado, la sustitución de edificaciones deterioradas por nuevas estructuras, y por otro, la actualización de modelos existentes mediante la incorporación de tecnologías y soluciones formales contemporáneas. Esta última práctica se aprecia en la evolución de los revestimientos exteriores, los cuales han transitado desde materiales vernaculares, como la paja, hacia el uso de tejuela de alerce, madera machihembrada, metales galvanizados e incluso revestimientos de aluminio.
El templo se encuentra emplazado en la cima de un cerro, lo cual contrasta con la ubicación habitual de otras iglesias de la isla, comúnmente construidas en cercanía al mar. La torre, compuesta por dos cuerpos octogonales rematados por un chapitel, aporta singularidad a su silueta. En cuanto a su organización espacial, el edificio cuenta con un altar principal, una nave central y dos laterales, todas cubiertas por una bóveda de cañón corrido con forma de arco de medio punto. Esta estructura es sostenida por cuatro pilares cilíndricos que refuerzan su estabilidad.

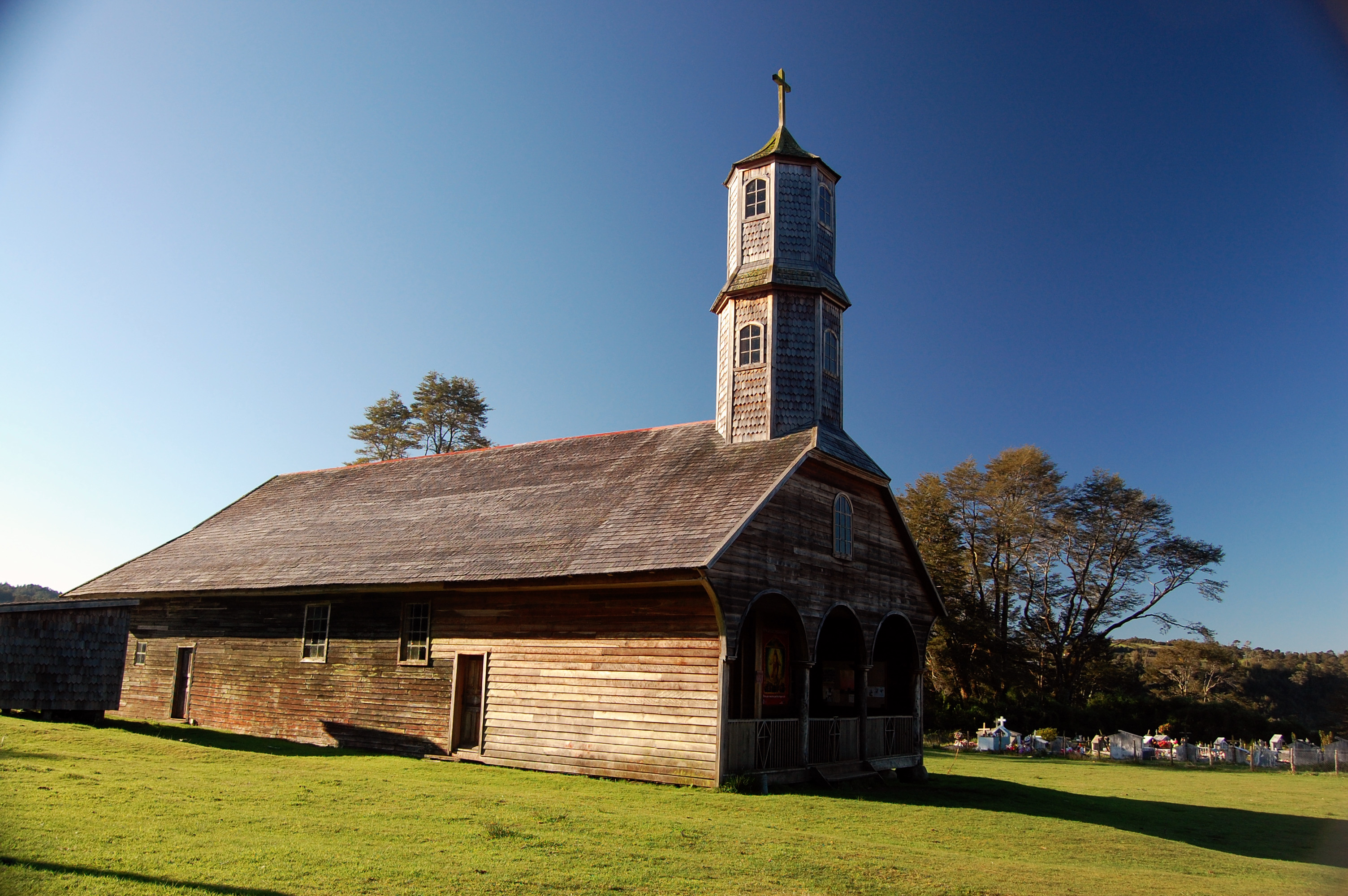
Iglesia de Colo

Desde una perspectiva técnica, se ha determinado que la iglesia mantiene un buen estado estructural general, a pesar de ciertos daños menores provocados por la humedad del clima y la falta de mantenimiento periódico. Además de su función litúrgica, el templo constituye un elemento fundamental del patrimonio cultural chilote, manteniendo una relación activa y significativa con las comunidades locales.

## Celebraciones
La Iglesia de Colo celebra diversas festividades religiosas a lo largo del año, las cuales poseen un profundo valor espiritual y cultural para la comunidad. Entre ellas, destaca la fiesta patronal en honor a San Antonio de Padua, que se realiza cada 13 de junio. Esta celebración convoca a numerosos habitantes del sector y constituye una de las expresiones de fe más relevantes del área.

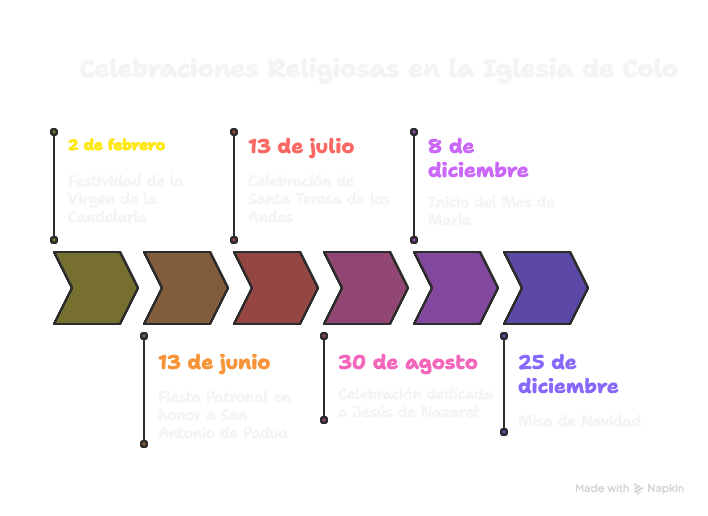
Fechas Celebraciones Iglesia de San Antonio de Colo

Otra festividad de gran importancia es la dedicada a Jesús de Nazaret, conmemorada el 30 de agosto.  celebración, cuya duración se extiende por siete días, se distingue por ser una de las más prolongadas de la comunidad. Durante este periodo, se llevan a cabo diversas actividades religiosas, tales como misas y procesiones, que refuerzan el vínculo con la tradición católica.
Asimismo, el calendario litúrgico del templo incluye otras celebraciones relevantes, como la festividad de la Virgen de la Candelaria, realizada el 2 de febrero; y la de la Santa Teresa de los Andes, celebrada el 13 de julio, la cual ha sido incorporada recientemente a las prácticas devocionales de la iglesia. También se observa la celebración del Mes de María, que comienza el 8 de diciembre y se extiende por cuatro semanas, culminando con la misa de Navidad, el 25 del mismo mes. 